# Adams County (Mississippi)
Das Adams County ist ein County im US-amerikanischen Bundesstaat Mississippi. Im Jahr 2020 hatte das County 29.538 Einwohner und eine Bevölkerungsdichte von 24,8 Einwohnern pro Quadratkilometer. Der Verwaltungssitz (County Seat) ist Natchez, das nach dem indianischen Wort für Wälder benannt wurde.

## Geographie
Das County liegt fast im äußersten Südwesten von Mississippi, grenzt im Westen an Louisiana, getrennt durch den Mississippi, der die natürliche Grenze bildet. Es hat eine Fläche von 1259 Quadratkilometern, wovon 67 Quadratkilometer Wasserfläche sind. An das Adams County grenzen folgende Countys und Parishes:
| Tensas Parish    | Jefferson County                            |                 |
|                  | Kompassrose, die auf Nachbargemeinden zeigt | Franklin County |
| Concordia Parish | Wilkinson County                            |                 |

## Geschichte

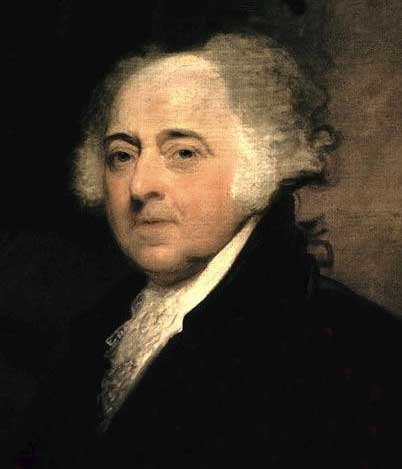
John Adams

Das Adams County wurde am 2. April 1799 aus dem Natchez District gebildet. Es war das erste County, das im Mississippi-Territorium gebildet wurde; 18 Jahre, bevor Mississippi als Bundesstaat aufgenommen wurde. Benannt wurde es nach John Adams, dem zweiten Präsidenten der USA. In der Folgezeit stammten vier Gouverneure von Mississippi aus dem Adams County: David Holmes, George Poindexter, John A. Quitman und Gerard Brandon.
Im Adams County liegt ein National Historical Park, der Natchez National Historical Park. 13 Orte haben den Status einer National Historic Landmark. 118 Bauwerke und Stätten des Countys sind insgesamt im National Register of Historic Places eingetragen (Stand 31. Januar 2018).

## Demografische Daten

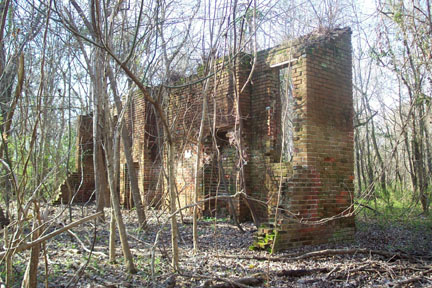
Ruinen der Elizabeth Female Academy, gelistet im NRHP

Nach der Volkszählung im Jahr 2010 lebten im Adams County 32.297 Menschen in 12.074 Haushalten. Die Bevölkerungsdichte betrug 27,1 Einwohner pro Quadratkilometer. In den 12.074 Haushalten lebten statistisch je 2,61 Personen.
Ethnisch betrachtet setzte sich die Bevölkerung zusammen aus 44,3 Prozent Weißen, 53,8 Prozent Afroamerikanern, 0,4 Prozent amerikanischen Ureinwohnern, 0,4 Prozent Asiaten sowie aus anderen ethnischen Gruppen; 1,0 Prozent stammten von zwei oder mehr Ethnien ab. Unabhängig von der ethnischen Zugehörigkeit waren 6,8 Prozent der Bevölkerung spanischer oder lateinamerikanischer Abstammung.
22,0 Prozent der Bevölkerung waren unter 18 Jahre alt, 62,2 Prozent waren zwischen 18 und 64 und 15,8 Prozent waren 65 Jahre oder älter. 50,0 Prozent der Bevölkerung war weiblich.

Das jährliche Durchschnittseinkommen eines Haushalts lag bei 26.784 USD. Das Pro-Kopf-Einkommen betrug 17.249 USD. 31,5 Prozent der Einwohner lebten unterhalb der Armutsgrenze.

## Ortschaften im Adams County
City
- Natchez

Census-designated places (CDP)
- Cloverdale
- Morgantown

Unincorporated Communities
- Pine Ridge
- Sibley
- Stanton
- Washington

## Gliederung
Das Adams County ist in fünf durchnummerierte Distrikte eingeteilt:
| Distrikt | Einwohner (2010) | FIPS     |
| -------- | ---------------- | -------- |
| 1        | 5959             | 28-90009 |
| 2        | 6912             | 28-90747 |
| 3        | 6061             | 28-91485 |
| 4        | 5408             | 28-92223 |
| 5        | 7957             | 28-92961 |